# Noemo Grugnetti
Noemo Grugnetti (Gravellona Lomellina, 7 dicembre 1914 – ...) è stato un calciatore italiano, di ruolo terzino destro.

## Carriera
Giocò in Serie A con il Vicenza per una stagione.